# Targua Ntouchka
Targua Ntouchka (franska: Targua Ntouchka (CR), Targua Ntouchka (Commune Rurale), arabiska: تنالت) är en kommun i Marocko.   Den ligger i provinsen Chtouka-Aït Baha och regionen Souss-Massa, i den centrala delen av landet, 500 km söder om huvudstaden Rabat. Antalet invånare är 6 515.